# Calcification biogénique marine

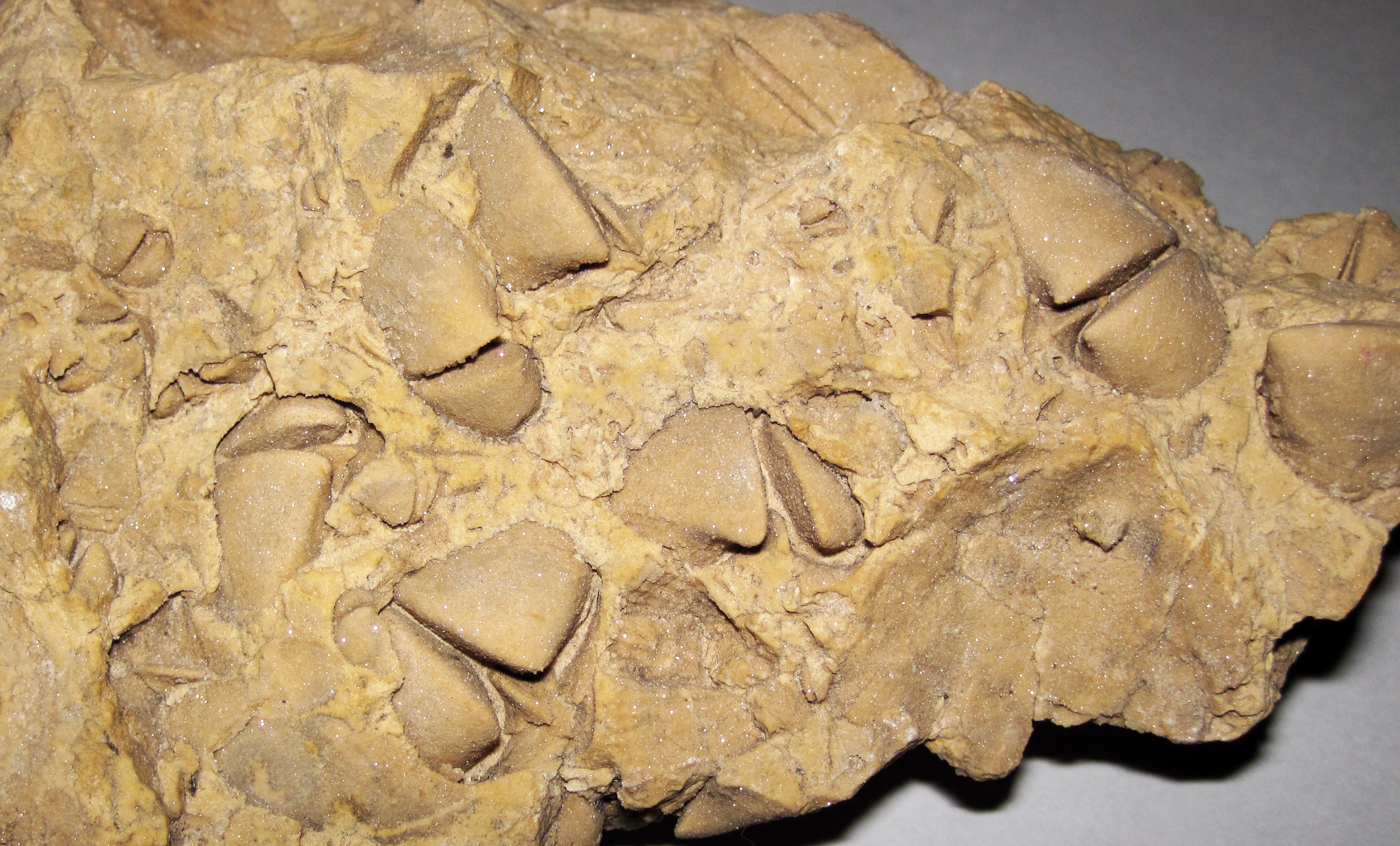
La calcification est un processus très ancien en archéobiologie marine. Ici des fossiles de brachiopodes du Silurien (~440 Ma).

La calcification biogénique marine est une forme de biominéralisation, processus par lequel les organismes marins produisent et contrôlent la formation de carbonate de calcium au niveau de leur squelette externe,  interne ou des excroissances calcaires (côtes, épines, ponts suturaux, crêtes, tubercules, ou autres structures semblables),, à partir des éléments de l'eau de mer. 
Les organismes calcifiants de l'océan comprennent des mollusques, les crustacés, les échinodermes tels que les oursins, les coraux, et les espèces calcifiantes du plancton (coccolithophores, ptéropodes).

## Processus chimique
L'océan est le plus grand puits – ou réservoir – de dioxyde de carbone atmosphérique (CO2), absorbant continuellement le carbone de l'air. Ce CO 2 dissous réagit initialement avec l'eau pour former de l'acide carbonique, avant de réagir davantage pour générer des ions carbonate (CO32−), bicarbonate (HCO3−) et hydrogène (H+) . Non seulement cette séquence de réactions régule les niveaux de pH océanique, mais elle détermine également l'état de saturation de l'eau de mer – à quel point l'eau de mer est saturée (ou insaturée) avec lesdits ions. Cela a un effet proportionnel sur la calcification nette des organismes calcifiants marins – c'est un équilibre entre dissolution et calcification.
L'état de saturation du carbonate de calcium (CaCO3) peut être déterminé à l'aide de l'équation :
Ω = ([Ca2+][CO32−]) / Ksp
Où le numérateur Ω désigne les concentrations d'ions calcium par rapport aux ions carbonate, et le dénominateur K sp fait référence au produit de solubilité stoechiométrique dans la phase minérale (solide) du carbonate de calcium. 
Lorsque l'état de saturation est élevé, les organismes peuvent extraire les ions calcium et carbonate de l'eau de mer et former des cristaux solides de carbonate de calcium.
Ca2+(aq) + 2HCO3−(aq) → CaCO3(s) + CO2 + H2O
Les trois minéraux de carbonate de calcium les plus courants sont l'aragonite, la calcite et la vatérite. Bien que ces minéraux aient la même formule chimique (CaCO3), ils sont considérés comme polymorphes car les atomes qui composent les molécules sont empilés dans des configurations différentes. Par exemple, les minéraux d'aragonite ont une structure de réseau cristallin orthorhombique tandis que les cristaux de calcite ont une structure trigonale.
Parmi les polymorphes de calcite, il existe encore d'autres subdivisions délimitées par la teneur relative en magnésium (rapport Mg/Ca), où la solubilité de la calcite augmente avec sa teneur en Mg.
Il existe deux principaux types de calcification biogénique chez les organismes marins. La minéralisation extracellulaire biologiquement induite implique le dépôt de carbonate de calcium à l'extérieur de l'organisme. 
En revanche, lors d'une minéralisation intracellulaire, le carbonate de calcium se forme dans l'organisme et peut soit être conservé dans l'organisme dans une sorte de squelette ou de structure interne, soit être ensuite déplacé vers l'extérieur de l'organisme tout en conservant une membrane cellulaire.
Les mollusques et les coraux utilisent la stratégie extracellulaire, qui est une forme de base de calcification où les ions sont activement pompés hors d'une cellule ou sont pompés dans une vésicule à l'intérieur d'une cellule, puis la vésicule contenant le carbonate de calcium est sécrétée à l'extérieur de l'organisme. Cependant, il y a des obstacles à surmonter. L'état de saturation doit être suffisamment élevé pour la calcification et l'organisme doit pouvoir contrôler la concentration en ions hydrogène dans son environnement. L'hydrogène interfère avec la formation de la coquille car il peut se lier aux ions carbonate. Cela réduirait la quantité de carbonate disponible pour l'organisme pour la construction de la coquille. Pour contrer cet effet, l'organisme peut pomper l'hydrogène, augmentant ainsi la quantité d'ions carbonate libres pour la calcification.

## Organismes calcifiants

### Coraux
De manière évidente, les coraux sont des organismes calcifiants, un groupe qui vient facilement à l'esprit quand on pense aux océans tropicaux, à la plongée sous-marine et bien sûr à la Grande Barrière de Corail au large des côtes australiennes. Cependant, ce groupe ne représente qu'environ 10 % de la production mondiale de carbonate de calcium. Les coraux subissent une calcification extracellulaire et développent d'abord une matrice organique et un squelette au-dessus desquels ils formeront leurs structures de calcite. Les récifs coralliens absorbent le calcium et le carbonate de l'eau pour former du carbonate de calcium via la réaction chimique suivante :
CO32- + Ca2+ → CaCO3
L'on peut proposer ici que la calcification via régulation positive du pH du fluide calcifiant extracellulaire se produise au moins en partie via le Ca2+ATPase. Le Ca2+ATPase est une enzyme de l'épithélium calicoblastique qui pompe les ions Ca2+ dans la région de calcification et éjecte des protons H+. Ce processus contourne les barrières cinétiques à la précipitation du CaCO3 dans l'eau de mer.
Le carbone inorganique dissous (CID) de l'eau de mer est absorbé et transféré au squelette corallien. Un échangeur d'anions sera ensuite utilisé pour sécréter du DIC au site de calcification. Ce pool de DIC est également utilisé par les symbiotes algaux (dinoflagellés) qui vivent dans le tissu corallien. Ces algues effectuent la photosynthèse et produisent des nutriments, dont certains sont transmis au corail. Le corail émettra à son tour des déchets d'ammonium que les algues absorbent comme nutriments.
On observe une forte multiplication de la formation de carbonate de calcium dans les coraux contenant des symbiotes algaux par rapport aux coraux qui n'ont pas cette relation symbiotique. La clarté des eaux est évidemment aussi un élément essentiel au processus de photosynthèse.

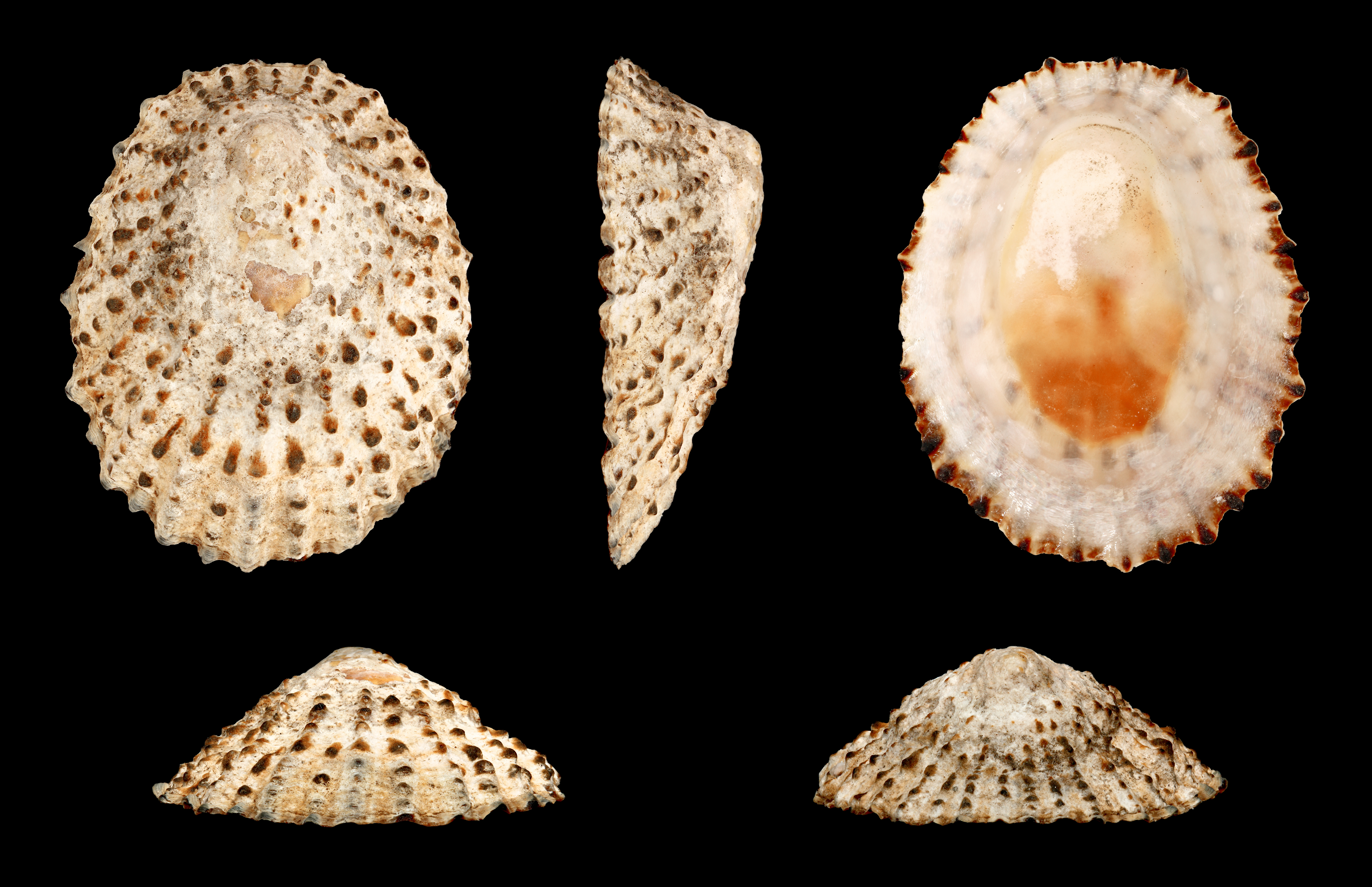
La coquille d'un mollusque Patella piperata vue des vues dorsale, latérale (côté gauche), ventrale, arrière et avant.

### Mollusques
Comme mentionné ci-dessus, les mollusques sont un groupe bien connu d'organismes calcifiants. Ce groupe diversifié contient les limaces, les seiches, les huîtres, les patelles, les escargots, les pétoncles, les moules, les palourdes, les poulpes, les calmars et autres. Pour que des organismes tels que les huîtres et les moules forment des coquilles calcifiées, ils doivent absorber des ions carbonate et calcium dans des zones de calcification à côté de leurs coquilles. Ici, ils renforcent l'enveloppe protéique de leur coquille avec du carbonate de calcium. Ces organismes pompent également l'hydrogène afin qu'il ne se lie pas aux ions carbonate.

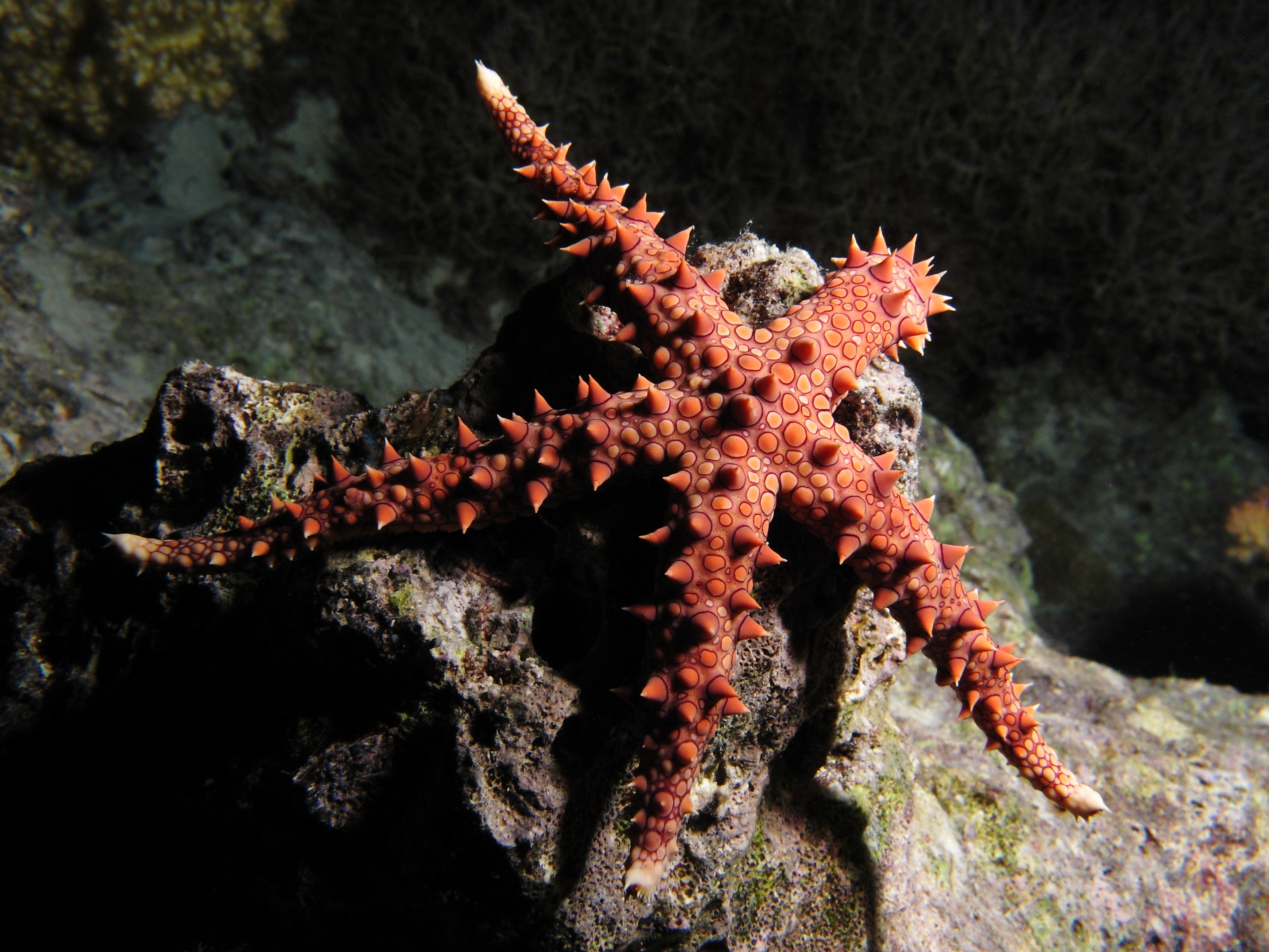
Une étoile de mer égyptienne, un exemple courant d'échinoderme.

### Échinodermes
Les échinodermes, du phylum Echinodermata, comprennent des créatures marines telles que les étoiles de mer, les oursins, les clypeasteroida, les crinoïdes, les concombres de mer et les ophiures. 
Ils sont connus pour leur symétrie radiale et utilisent principalement la stratégie de calcification intracellulaire, en conservant ses structures calcifiées à l'intérieur de son corps. Ils forment de grandes vésicules à partir de la fusion de leurs membranes cellulaires et c'est à l'intérieur de ces vésicules que se forment les cristaux calcifiés. Le minéral n'est exposé à l'environnement qu'une fois ces membranes cellulaires dégradées, et sert donc en quelque sorte de squelette.
Le squelette de l'échinoderme est un endosquelette entouré par un épiderme. Ces structures sont constituées de plaques de carbonate de calcium imbriquées, qui peuvent soit s'emboîter étroitement, comme dans le cas des oursins, soit être liées de manière lâche, comme dans le cas des étoiles de mer. L'épiderme ou la peau recouvrant ces plaques de carbonate de calcium est capable d'absorber et de sécréter des nutriments afin de soutenir et de maintenir le squelette. L'épiderme contient généralement également des cellules pigmentaires pour donner de la couleur à l'organisme, peut détecter le mouvement de petites créatures à la surface de l'animal et contient également généralement des cellules glandulaires pour sécréter des fluides ou des toxines. Ces plaques et squelettes fournissent la structure, le soutien et la protection de l'organisme.

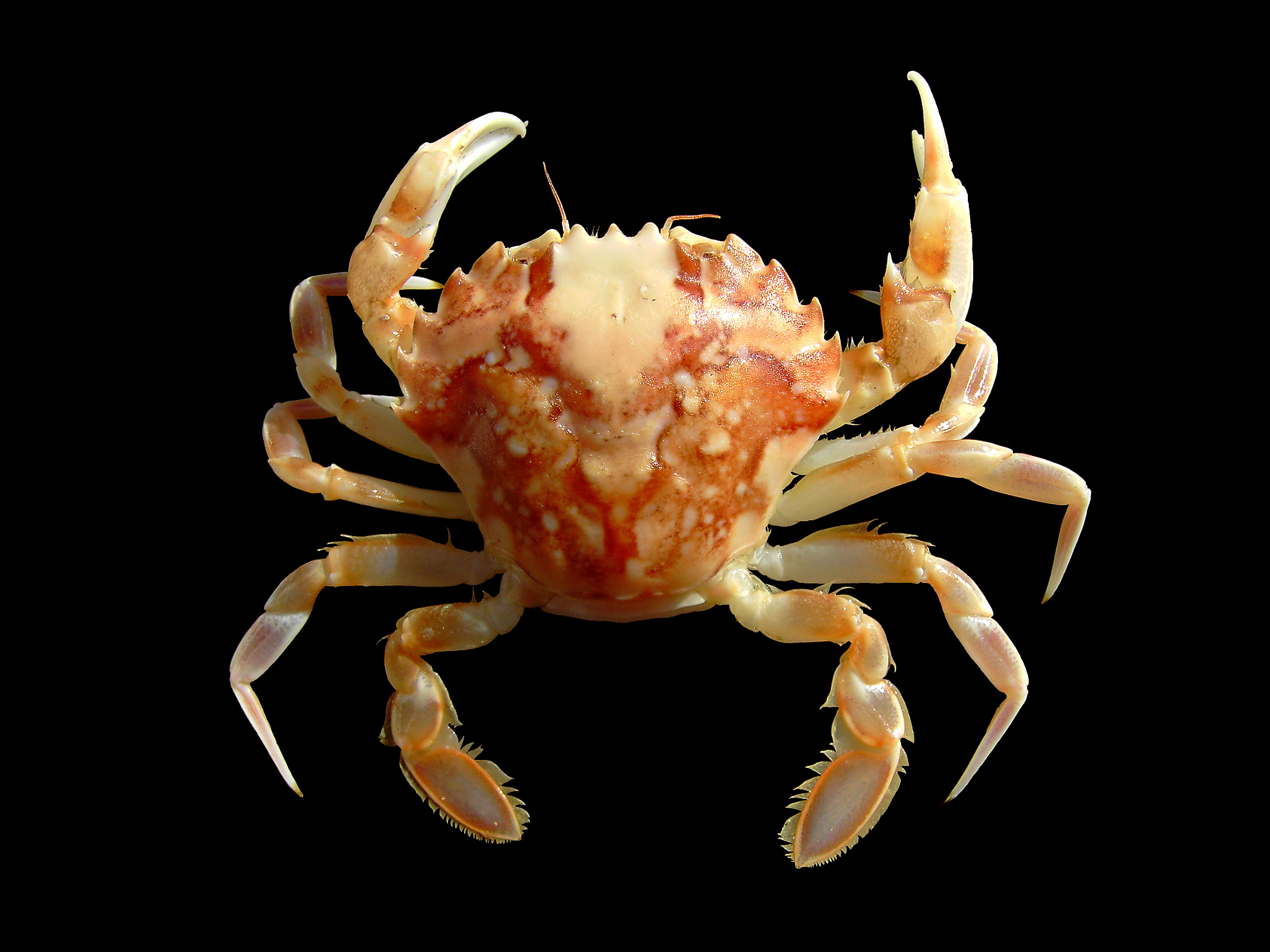
Un crabe nageur marbré.

### Crustacés
Comme le savent tous ceux qui ont mangé un crabe ou un homard, les crustacés ont une carapace extérieure dure. Le crustacé va former un réseau de fibres de chitine-protéine puis va précipiter du carbonate de calcium au sein de cette matrice fibreuse. Ces fibres de chitine-protéine sont d'abord durcies par sclérotisation ou réticulation de protéines et de polysaccharides et de protéines avec d'autres protéines, avant le début de la calcification. Le composant carbonate de calcium représente entre 20 et 50% de la coquille. 
La présence d'un exosquelette dur et calcifié signifie que le crustacé doit muer et se débarrasser de l'exosquelette à mesure que sa taille corporelle augmente. Cela relie le processus de calcification aux cycles de mue, ce qui rend cruciale une source régulière d'ions calcium et carbonate. Le crustacé est le seul phylum d'animaux capable de résorber les structures calcifiées et de réabsorber les minéraux de l'ancienne coquille pour les incorporer dans la nouvelle coquille. Diverses parties du corps du crustacé auront une teneur en minéraux différente, faisant varier la dureté à ces endroits, les zones les plus dures étant généralement plus fortes. Cette coquille de calcite protège les crustacés mais, entre les cycles de mue, le crustacé doit éviter les prédateurs en attendant que la coquille de calcite se forme et durcisse.

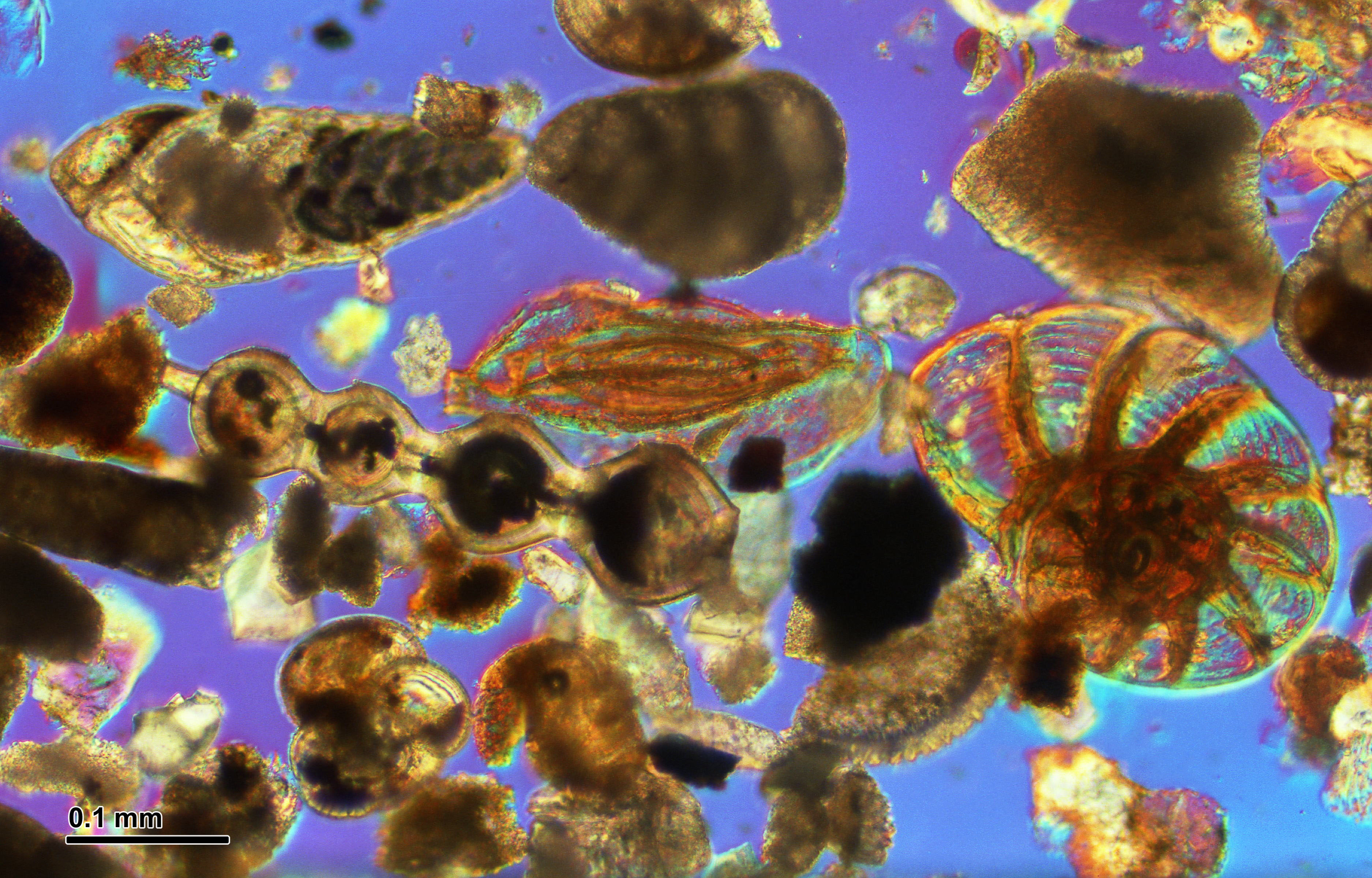
Différents types de foraminifères observés au microscope en contraste interférentiel différentiel.

### Foraminifères
Les foraminifères sont des protistes unicellulaires à coquilles ou coques constituées de carbonate de calcium. Ces organismes sont l'un des groupes les plus abondants d'organismes à coques, mais ils sont très petits, généralement entre 0,05 et 0,5 mm de diamètre. Cependant, leurs coquilles sont divisées en chambres qui s'accumulent au cours de la croissance, permettant dans certains cas à ces organismes unicellulaires d'atteindre près de 20 centimètres de long. La classification des foraminifères dépend des caractéristiques de la coquille, telles que la forme et la disposition des chambres, l'ornementation de la surface, la composition des parois et d'autres caractéristiques.

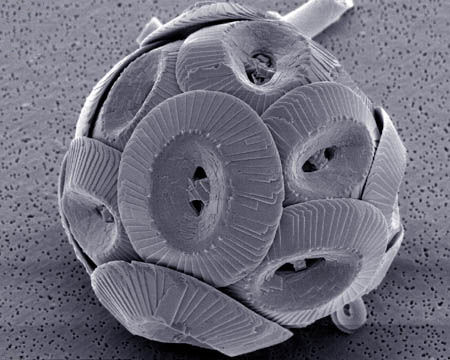
Coccolithus pelagicus, une espèce de coccolithophore échantillonnée dans l'océan Atlantique Nord.

### Coccolithophores
Le phytoplancton, comme les coccolithophores, est également bien connu pour sa production de carbonate de calcium. On estime que ces phytoplanctons peuvent contribuer jusqu'à 70% aux précipitations mondiales de carbonate de calcium, et les coccolithophores sont les plus grands contributeurs de phytoplancton. Contribuant entre 1 et 10% de la productivité primaire totale, 200 espèces de coccolithophores vivent dans l'océan et, dans de bonnes conditions, elles peuvent former de grandes efflorescences dans les régions subpolaires. Ces grandes efflorescences sont une force motrice pour l'exportation de carbonate de calcium de la surface vers l'océan profond dans ce que l'on appelle parfois une «pluie de coccolithes». Au fur et à mesure que les coccolithophores coulent sur le fond marin, ils contribuent au gradient vertical de dioxyde de carbone dans la colonne d'eau.
Les coccolithophores produisent des plaques de calcite appelées coccolithes qui couvrent ensemble toute la surface cellulaire formant la coccosphère. Les coccolithes sont formés en utilisant la stratégie intracellulaire où les plaques sont formées dans une vésicule de coccolithes, mais le produit formé dans la vésicule varie entre les phases haploïde et diploïde. Un coccolithophore dans la phase haploïde produira ce qu'on appelle un holococcolithe, tandis qu'un dans la phase diploïde produira des hétérococcolithes. Les holococcolithes sont de petits cristaux de calcite maintenus ensemble dans une matrice organique, tandis que les hétérococcolithes sont des réseaux de cristaux de calcite plus grands et plus complexes. Celles-ci sont souvent formées sur un gabarit préexistant, donnant à chaque plaque sa structure particulière et formant des motifs complexes. Chaque coccolithophore est une cellule entourée par une coccosphère-exosquelette, mais il existe diverses tailles, formes et architectures entre les différentes cellules. Les avantages de ces plaques peuvent inclure une protection contre les infections par des virus et des bactéries, ainsi qu'une protection contre le zooplancton broutant. 
L'exosquelette de carbonate de calcium améliore la quantité de lumière que le coccolithophore peut absorber, augmentant ainsi le niveau de photosynthèse. Enfin, les coccolithes protègent le phytoplancton des dommages causés par les rayons UV du soleil.
Les coccolithophores sont également importants dans l'histoire géologique de la Terre. Les archives fossiles de coccolithophores les plus anciennes datent de plus de 209 millions d'années, plaçant leur présence la plus ancienne à la fin du Trias. Leur formation de carbonate de calcium peut avoir été le premier dépôt de carbonate sur le fond marin.

## Réponses à l'acidification des océans
Contrairement à la croyance populaire, les réponses négatives des calcifiants marins à l'acidification des océans ne sont pas absolues ni définitives. Une étude réalisée en 2009 par des chercheurs de l'Institut océanographique Woods Hole a élucidé non seulement les effets potentiellement neutralisés ou même positifs de l'acidification sur des espèces comme le crabe et la crevette, mais également les mécanismes qui ont facilité leurs réponses inattendues. Des enquêtes complémentaires ont en outre montré que de telles réponses ne concernent que le court terme, l'apparition progressive de la fatigue biochimique et la «fatigue musculaire» associée entraînant des complications à long terme.